# 奧連特穴鼠
奧連特穴鼠（Boromys offella）是古巴特有的一種棘鼠科。牠們棲息在亞熱帶或熱帶低地的潮濕森林。是從一些化石中發現牠們。牠們滅絕的原因可能是與大家鼠的入侵有關。